# Лідзихтіс
Лідзихтіс, або лідсихтіс (Leedsichthys) — рід гігантських вимерлих кісткових риб юрського періоду. Належить до родини пахікормових ряду пахікормоподібних, що включає примітивних новоперих риб юрського та крейдяного періоду. Описана на підставі знахідок, зроблених в 1889 році поблизу Пітерборо (Англія) збирачем скам'янілостей Артуром Лідзом.
Спочатку довжину риби визначили рівною 9 метрам (А. Сміт-Вудвард, 1905). Такий розрахунок був зроблений на підставі порівняння відомих решток лідсихтіса і скелетів дрібної пахікорміди гіпсокорма (Hypsocormus).
Але до кінця XX століття серед палеонтологів поширилася думка, що лідсихтіс був набагато більший — до 30 метрів завдовжки. Саме ці розміри відображені і в серіалі ВВС «Прогулянки з динозаврами» (A Walking With Dinosaurs Trilogy), який був знятий в 2003 р. Слід зазначити, що реконструкція риби в цьому серіалі далека від наукової точності.
Між тим, в 2003 році в кар'єрі поблизу Пітерборо було розпочато розкопки першого повного скелета лідсихтіса. Його вивчення дозволило встановити, що розмір риби становив від 20 до 24 м. Таким чином, лідзихтіс відповідав за величиною або навіть був трохи більший від сучасної китової акули. Тим не менше, навіть при довжині 20 метрів він залишається дуже великою рибою, однією з найбільших риб в історії Землі і найбільшою кістковою рибою. Втім, недавнє дослідження Дж. Лістона знову знизило його розміри до 9 метрів.
При таких розмірах лідзихтіс не міг бути хижаком. Як сучасні величезні китові та гігантські акули він харчувався планктоном (насамперед крилем, особливо поширеним в пізньоюрських морях), який фільтрував за допомогою зябрових тичинок.
Лідсихтіси населяли тропічні моря в районі сучасної Європи в середині і наприкінці юрського періоду, приблизно 165–155 млн років тому (Келловей-кіммерідж). Залишки виявлені в Англії, Німеччині, Франції і, ймовірно, Чилі.
У 2010 році було показано, що лінія великих пахикормід-фільтраторів існувала з середньої юри до самого кінця крейди. З пізньої крейди Канзаса був описаний Bonnerichthys gladius, а з сеноману Англії та Японії — Rhinconichthys taylori. Ці пахикорміди досягали 6 метрів в довжину і були схожі з лідсихтісом.
Попри настільки величезні розміри цієї риби, лідзихтіси ставали легкою здобиччю для хижаків, тому що навіть дрібному мисливцеві не становило особливих труднощів вирвати з риби шматок м'яса. Проте вбити жертву було набагато важче: могло пройти кілька днів до смерті морського гіганта, і весь цей час хижаки з'їдали його ще живим.

## Ресурси Інтернета
- # more The world's biggest ever fish: time to put out the trash
- Leedsichthys (Leeds-ICK-thees [Архівовано 26 лютого 2020 у Wayback Machine.]
- «Biggest Fish Ever Found» Unearthed in UK [Архівовано 12 серпня 2016 у Wayback Machine.]
- The Paleobiology Database: Leedsichthys
- For more on the Star Pit dig of 2002–2003 look here [Архівовано 29 жовтня 2020 у Wayback Machine.] and also here where the dig was featured in the BBC-Open University series Fossil Detectives. [Архівовано 11 червня 2011 у Wayback Machine.]
- For a more accurate reconstruction of Leedsichthys visit Paleocreations. [Архівовано 13 листопада 2018 у Wayback Machine.] The artist went on to produce the most accurate reconstruction of Leedsichthys to date, which was used on 'Fossil Detectives' (see above).
- The profile of Leedsichthys problematicus from the BBC series Sea Monsters [Архівовано 26 лютого 2020 у Wayback Machine.]
- «Biggest Fish Ever Found» Unearthed in U.K. [Архівовано 12 серпня 2016 у Wayback Machine.] National Geographic News. Published October 1, 2003.
- An article on the latest discovery of a Leedsichthys problematicus fossil [Архівовано 12 серпня 2016 у Wayback Machine.], estimated 22 meters = 72 фути (22 м) long]
- A picture of Leedsichthys problematicus [Архівовано 13 листопада 2012 у Wayback Machine.]
- An article on Leedsichthys from Darren Nash
- An article on Leedsichthys from BBC news [Архівовано 24 червня 2012 у Wayback Machine.]